# Moonlighting (telefilme)
Moonlighting é um telefilme estadunidense de 1985 dirigido por Robert Butler e roteirizado por Glenn Gordon Caron. Produzido pela "ABC Circle Films" (empresa do grupo American Broadcasting Company) e a "Picturemaker Productions", é o filme piloto da série de televisão Moonlighting. Sua exibição original ocorreu em  3 de março de 1985 , no programa "The ABC Sunday Night Movie" da ABC.
O roteiro de "Moonlighting piloto" é baseado no filme Marathon Man, de 1976. Os protagonistas do filme, até então, tinham visibilidade distintas. Enquanto Cybill Shepherd já era consagrada uma grande atriz, com filmes de sucesso, Bruce Willis era um ator desconhecido, com alguns filmes como figurante e uma peça teatral ao lado de Sam Shepard. A produção relutou em escolher um desconhecido para atuar ao lado de Cybill.

## Enredo
Maddie Hayes (Cybill Shepherd) é uma ex-modelo que perde a maior parte de seus ativos financeiros devido ao desfalque de seu contador. Entre seus empreendimentos que lhe restaram, esta a "Agência de Investigação Moonlighting" (o nome é uma alusão ao produto que a modelo fez campanha publicitário e ficou famosa, o xampu Moonlighting). Estas empresas não dão lucro e ao fechar a agência, o detetive chefe, David Addison (Bruce Willis), persegue Maddie para lhe convencer que é um erro acabar com a Moonlighting. Num destes encontros fortuitos, Maddie e Addison se deparam com um punk esfaqueado que entrega um relógio para Maddie antes de morrer. Este punk foi contratado para roubar um relógio de pulso antigo, do filho de um relojoeiro e é morto por um dos interessados neste relógio. Intrigado com a morte e o relógio, que esta quebrado e não possui máquina, Addison convence Maddie a investigar o caso. Os dois encontram uma numeração gravada dentro da caixa do relógio e descobrem ser as coordenadas do esconderijo de pedras preciosas da época da Segunda Guerra Mundial. Com a solução do caso, quando resgatam as pedras e descobrem os criminosos, a agência ganha uma grande visibilidade na mídia e desta maneira, Maddie Hayes decide manter aberta a "Moonlighting".

## Elenco
- Cybill Shepherd ... Madeline Hayes (Maddie)
- Bruce Willis ... David Addison
- Allyce Beasley ... Agnes DiPesto[1]
- James Karen ... Alan
- Jim MacKrell ... Dr. Spellner
- Dennis Lipscomb ... Simon
- Robert Ellenstein ... Heinz
- Brian Thompson ... Allistair
- Liz Sheridan ... Selma